# Waratton
Waratton, Waratto o Warato (muerto en 686) fue mayordomo de palacio de Neustria y Borgoña en dos ocasiones, tras ser depuesto por su propio hijo. Su primer mandato se extendió de 680 o 681 (tras la muerte de Ebroin) hasta 682, cuando su hijo Gistemar (o Ghislemar) le depuso y se apropió del cargo. No obstante, Waratton se restableció pronto y continuó ejerciendo el poder hasta su muerte en 684 o 686. Consiguió la paz entre los tres reinos Francos y con Pipino de Heristal en 681. Su hija Anstrude se casó más tarde con Drogo de Champaña, hijo mayor de Pipino.
Se casó con Ansfleda, con la que tuvo dos hijos:
- Gistemar (d. 684), mayordomo de palacio de Neustria y Borgoña (682)
- Anstrude, casada en primer lugar con Berthar, mayordomo de palacio de Neustria y Borgoña (684-687), y posteriormente con Drogo de Champaña.

| Precedido por Ebroin   | Mayordomo de Palacio de Neustria 680-682 | Sucedido por Gistemar |
| Precedido por Gistemar | Mayordomo de Palacio de Neustria 682-686 | Sucedido por Berthar  |

- Datos: Q952014